# Danis piepersi
Danis piepersi är en fjärilsart som beskrevs av Pieter Cornelius Tobias Snellen 1878. Danis piepersi ingår i släktet Danis och familjen juvelvingar. Inga underarter finns listade i Catalogue of Life.